# Атлантичні мішані ліси
Атлантичні мішані ліси — наземний екорегіон у Західній Європі.
Простягається вздовж західного краю континентальної Європи, від південного заходу Франції через північну Францію,
Бельгію, Нідерланди, північно-західну Німеччину та західну Данію.
Більшість лісів і дюн регіону перетворено на поля, пасовища, та лісові насадження, а колись великі заболочені ділянки в основному були осушені

## Географія
Екорегіон займає площу 380 246 км². Місцевість, як правило, рівна або мало горбиста, 
за винятком Бретані, де місцевість горбиста, а узбережжя скелясте. 
У кількох місцях, зокрема в лісі Лан на південному заході Франції, дюни простягались углиб країни за милі від берега.

## Клімат
Клімат помірний і морський.

## Флора
Типові мішані дубові ліси, на кислих ґрунтах переважають Quercus robur, Betula pendula та  Fagus sylvatica. 
У південній частині екорегіону також присутні Quercus petraea та Quercus pubescens. 
Pinus pinaster росте природним чином на піщаних ґрунтах і був широко посаджений для стабілізації дюн,
разом із Pinus sylvestris. 
Пустощі трапляються в прибережних районах, що зазнають вплив вітру та сольових бризок. 

Значні площі німецької, данської та голландської частин екорегіону раніше були вкриті великими болотами, 
які зараз були в основному знищені для сільського господарства.

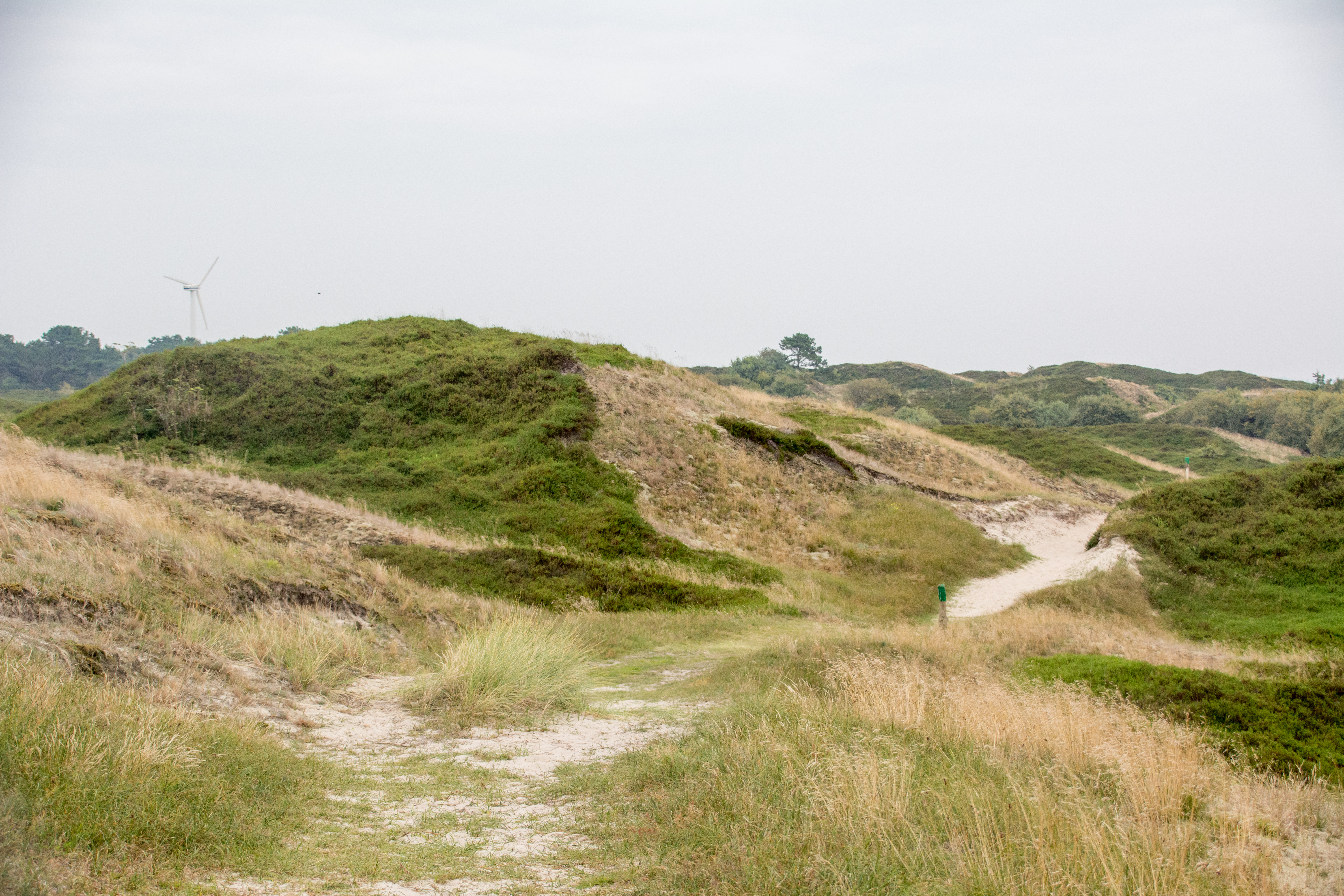
Прибережні дюни
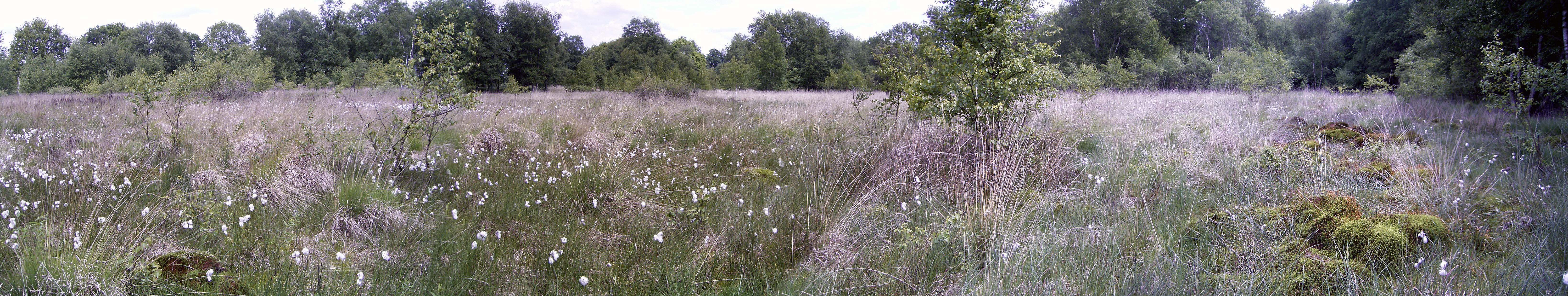
Болото
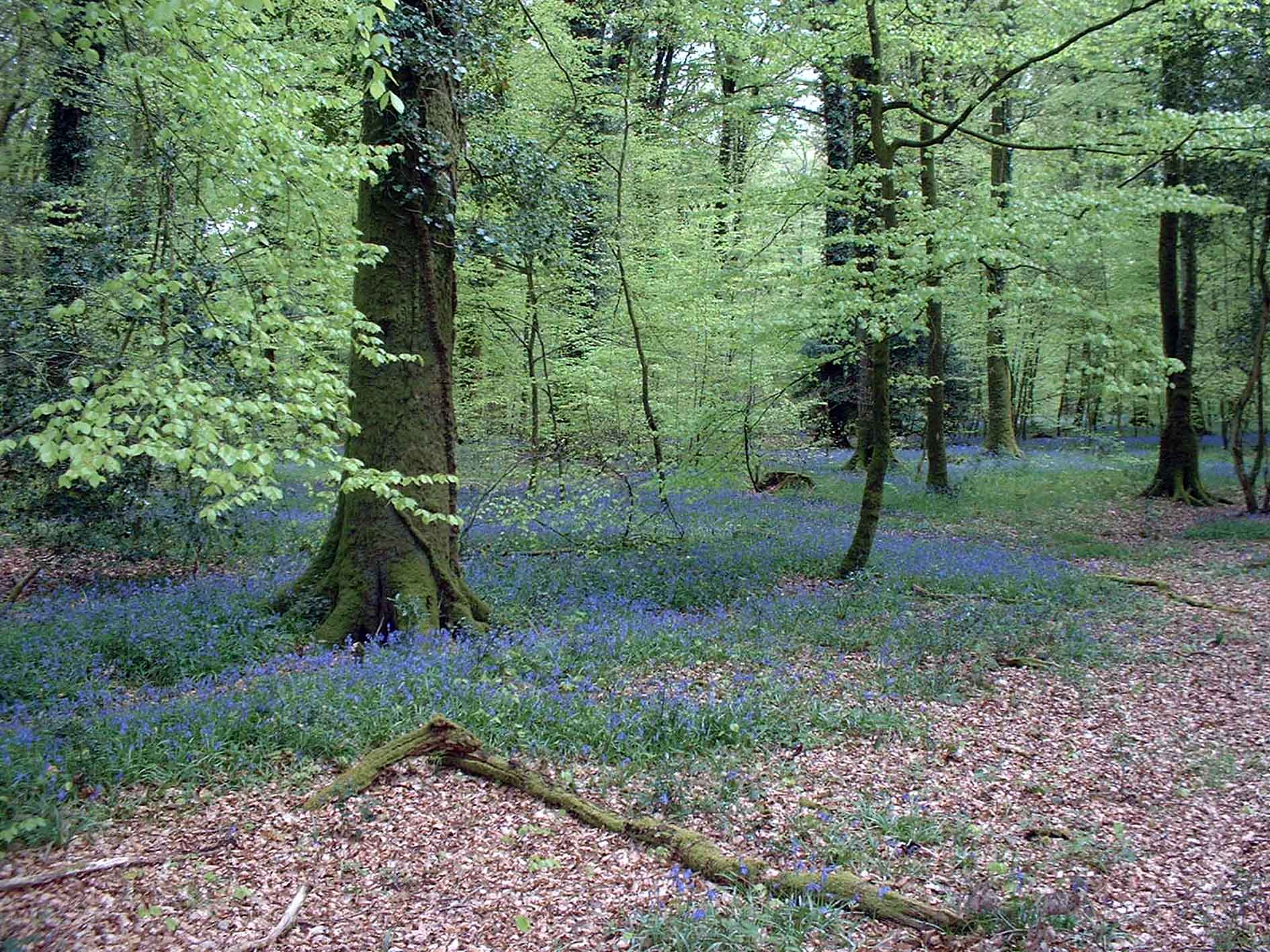
Буковий ліс

## Фауна
У первісних лісах було велике різноманіття тварин. 
Великі ссавці: Cervus elaphus, Capreolus capreolus та Sus scrofa. 
Вовки
 та рись повертаються до цього регіону. 
Реінтродуктуються Bison bonasus.

Раніше в екорегіоні також зустрічались Ursus arctos, Alces alces та нині вимерлі Bos primigenius. 
Сезонно,
Phocoenidae з Північного моря слідує за річками глибоко вглиб суходолу.

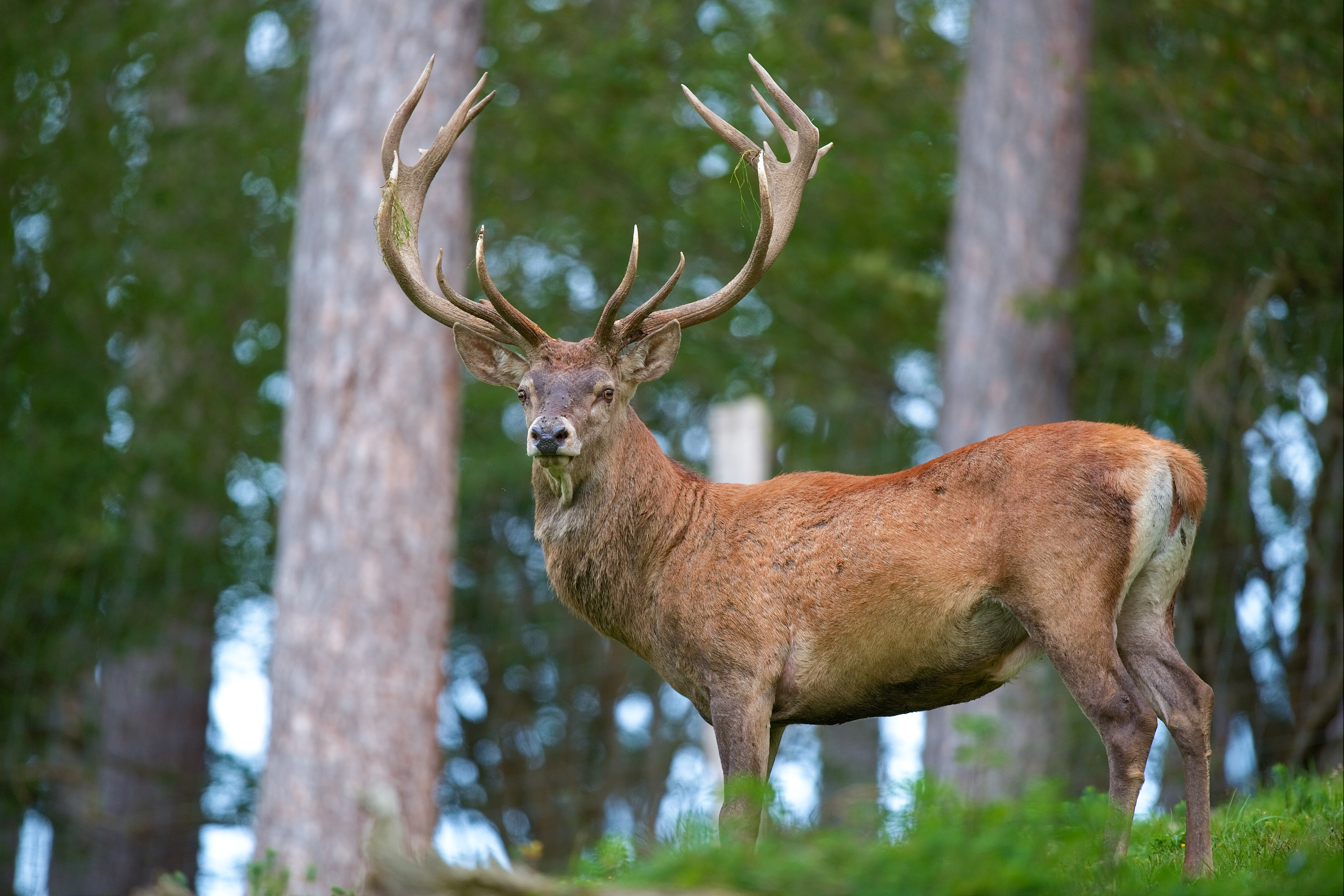
Cervus elaphus
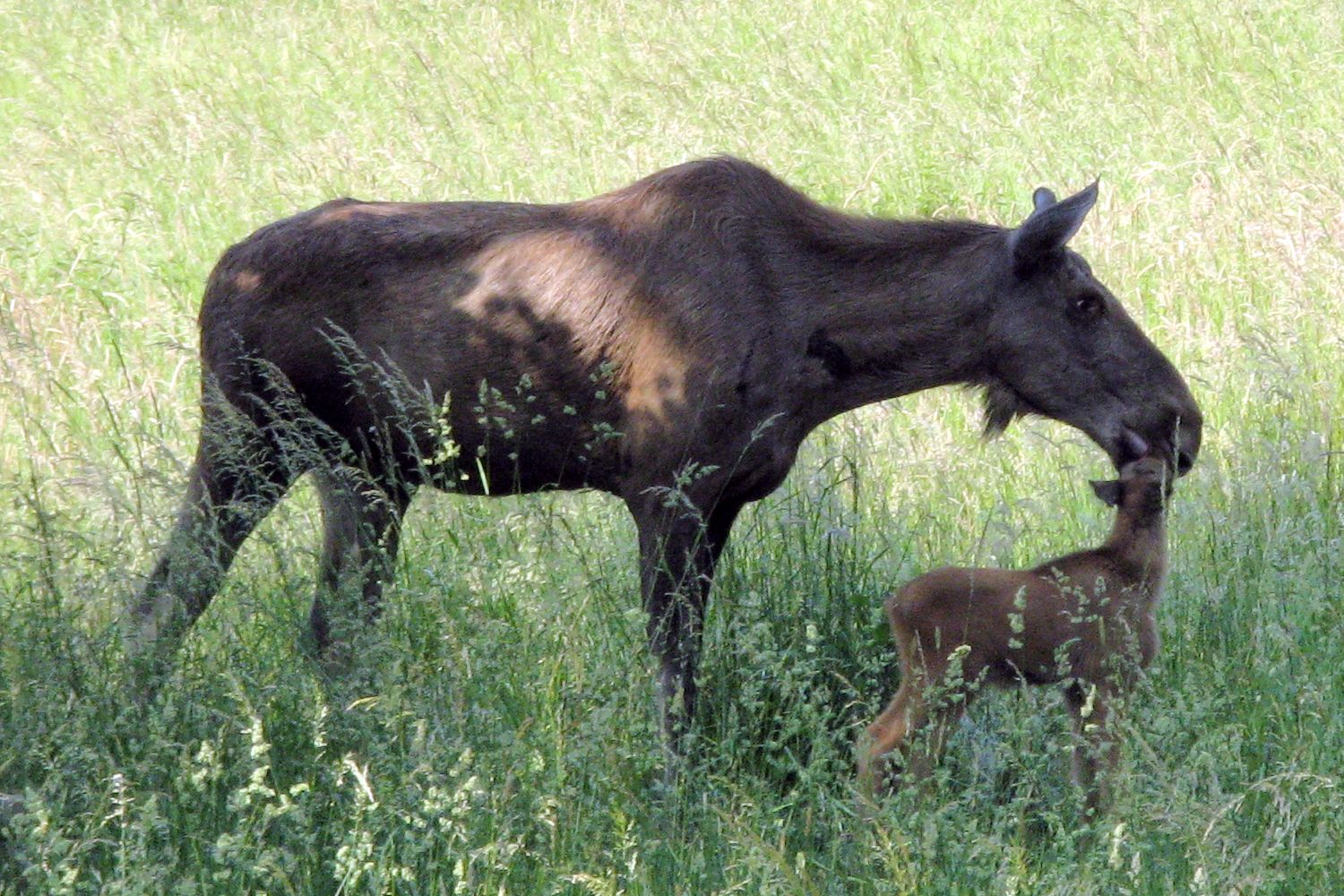
Раніше в екорегіоні зустрічався євразійський лось, який зараз винищений
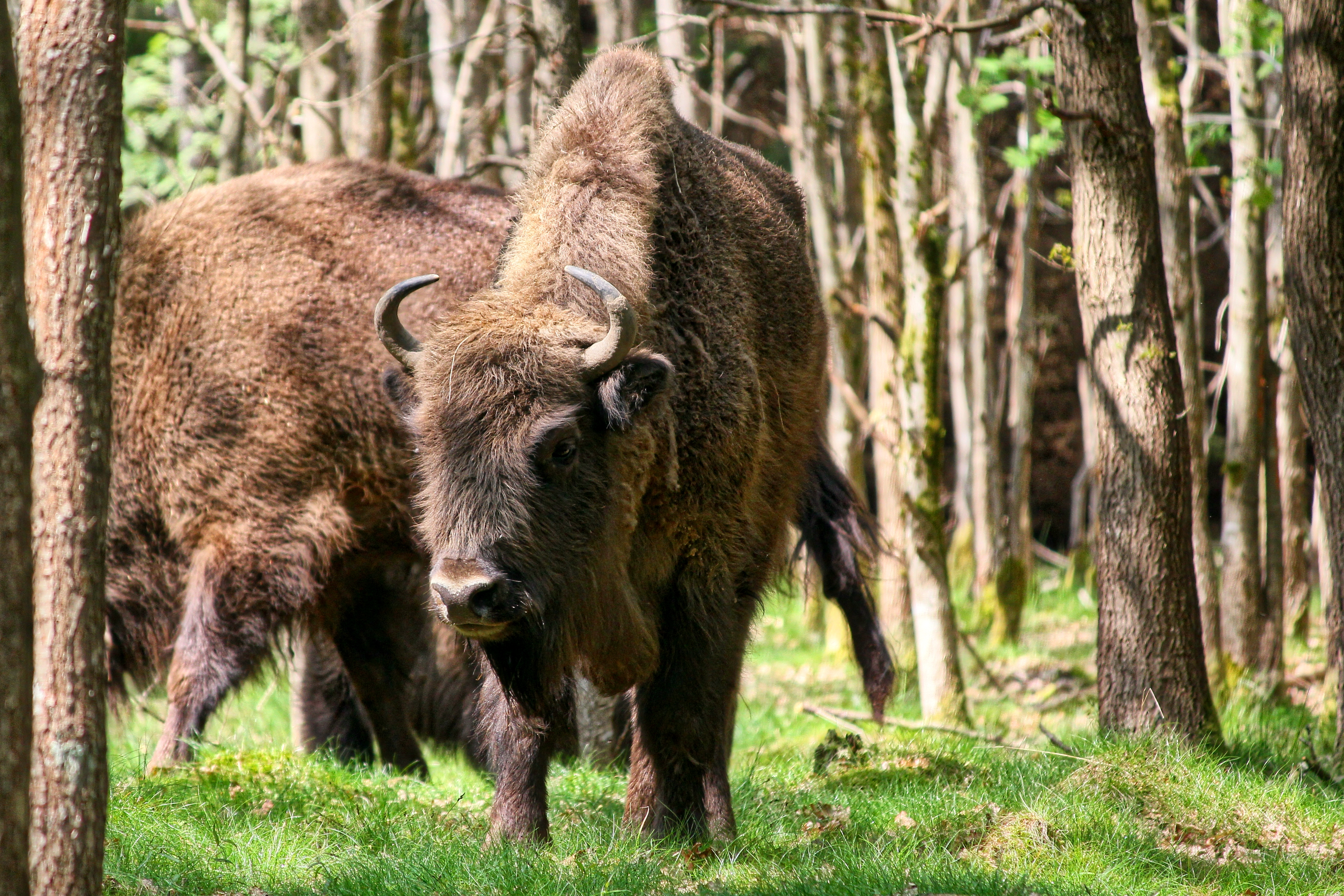
Зубр
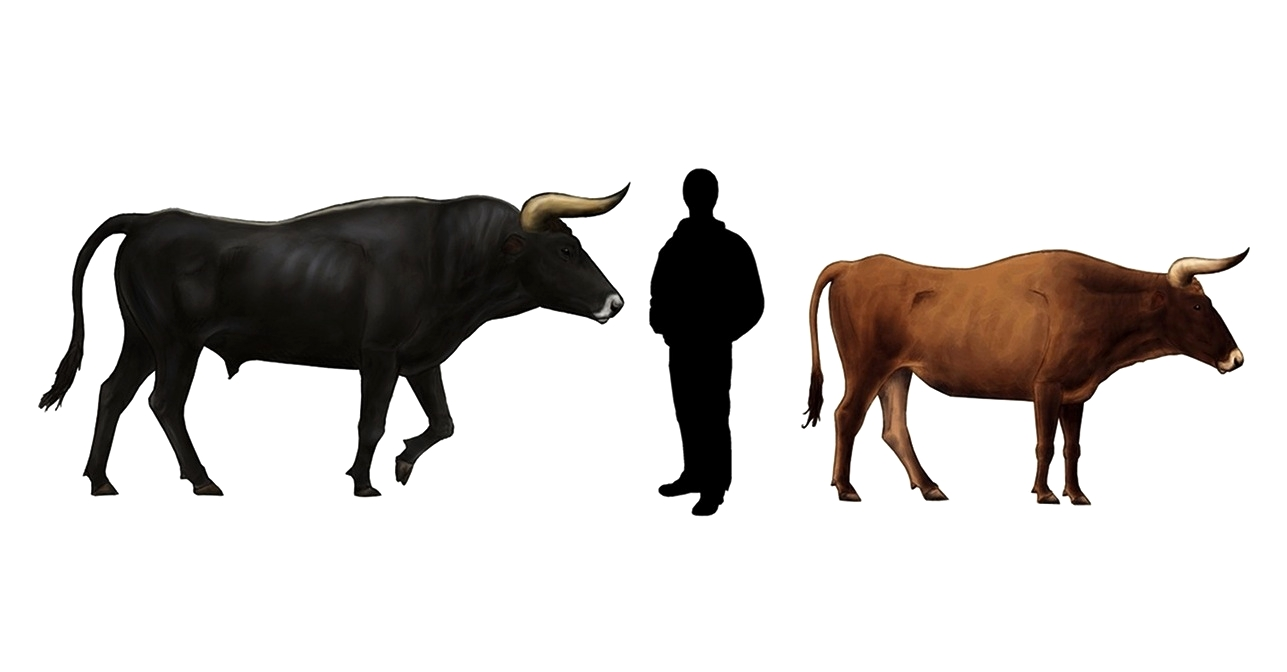
Зараз Bos primigenius вимерли як дикий вид
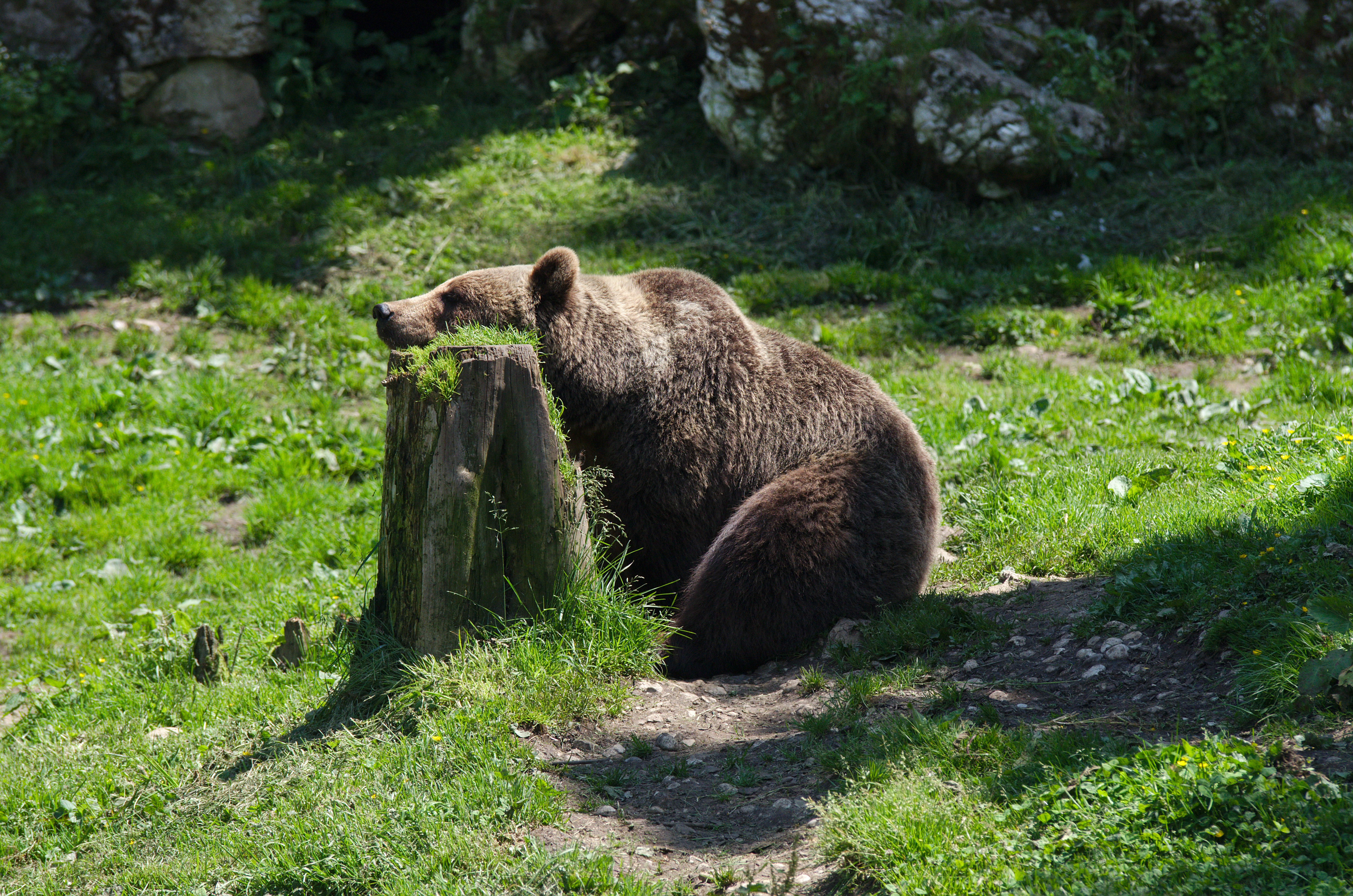
Ursus arctos
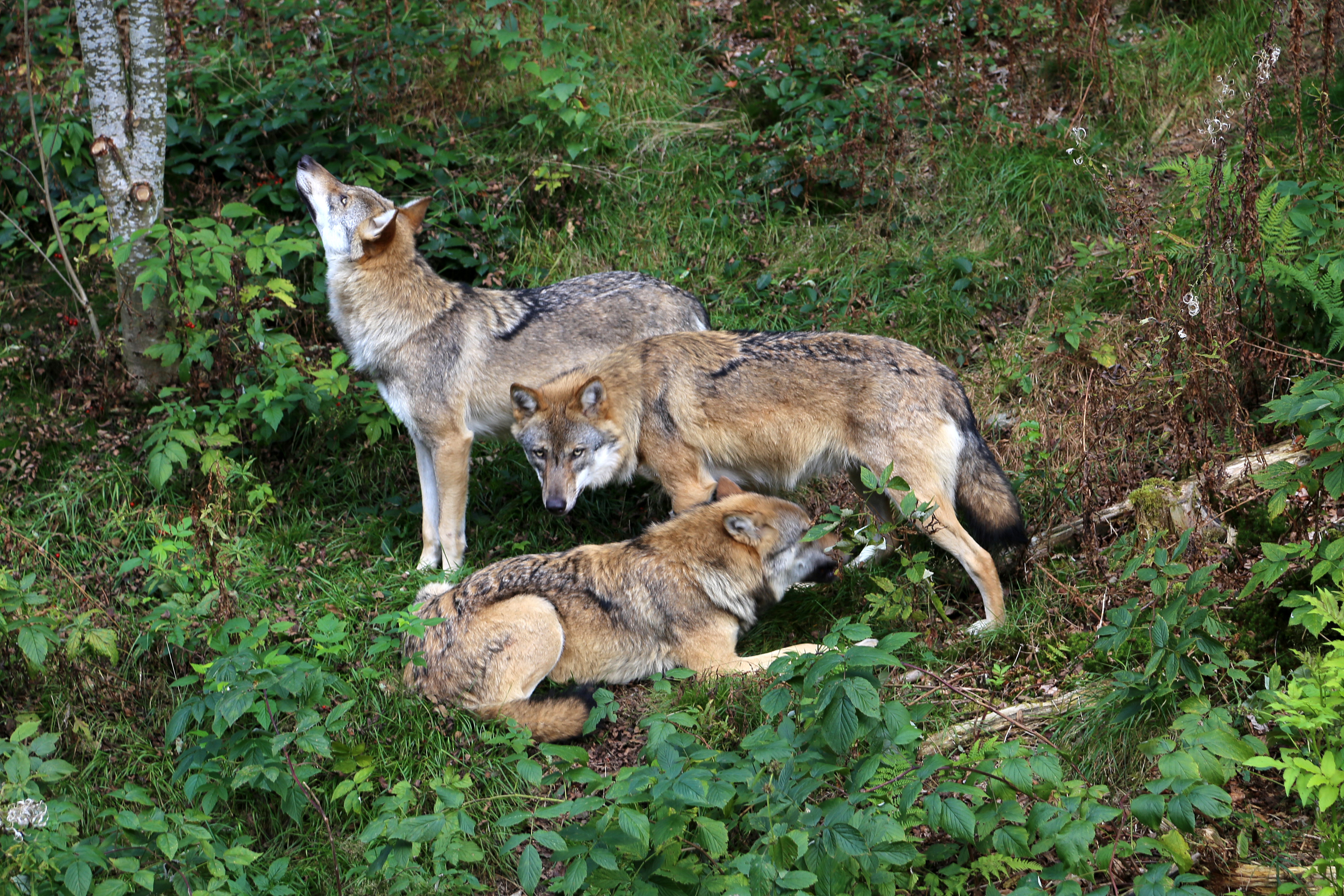
Сірий вовк

У лісах зустрічаються Turdus merula, Cyanistes caeruleus, Parus major, Fringilla coelebs, Regulus ignicapilla, Dryocopus martius, Ciconia nigra, Accipiter gentilis, Accipiter nisus, Athene noctua, Bubo bubo. 
Раніше тут зустрічався і беркут, але його винищили. 
Серед дрібних ссавців варто відзначити: Martes martes, Apodemus sylvaticus, Felis silvestris та борсук, 
серед комах варто відзначити: Melolontha, Lucanus cervus та Anoplotrupes stercorosus.

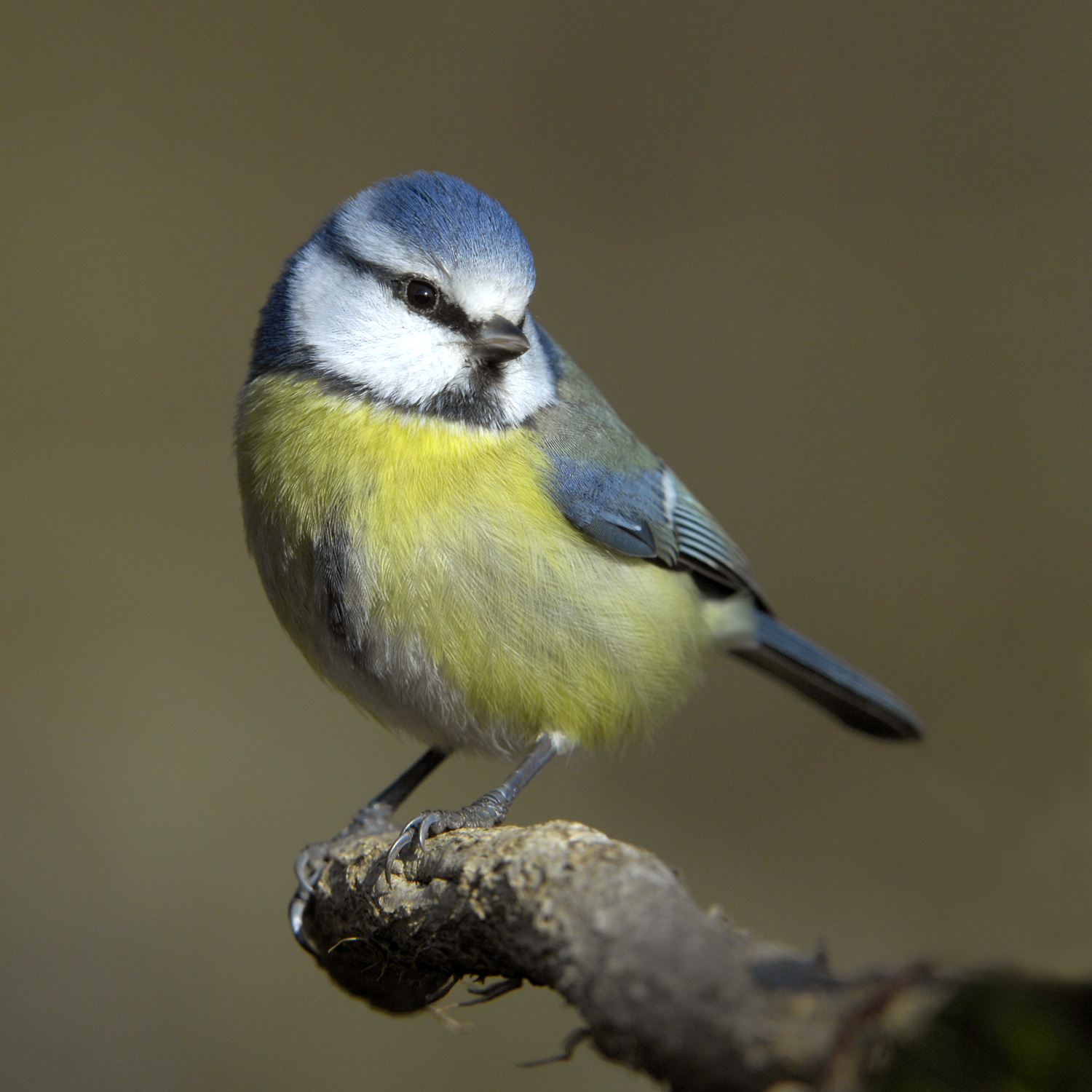
Parus caeruleus
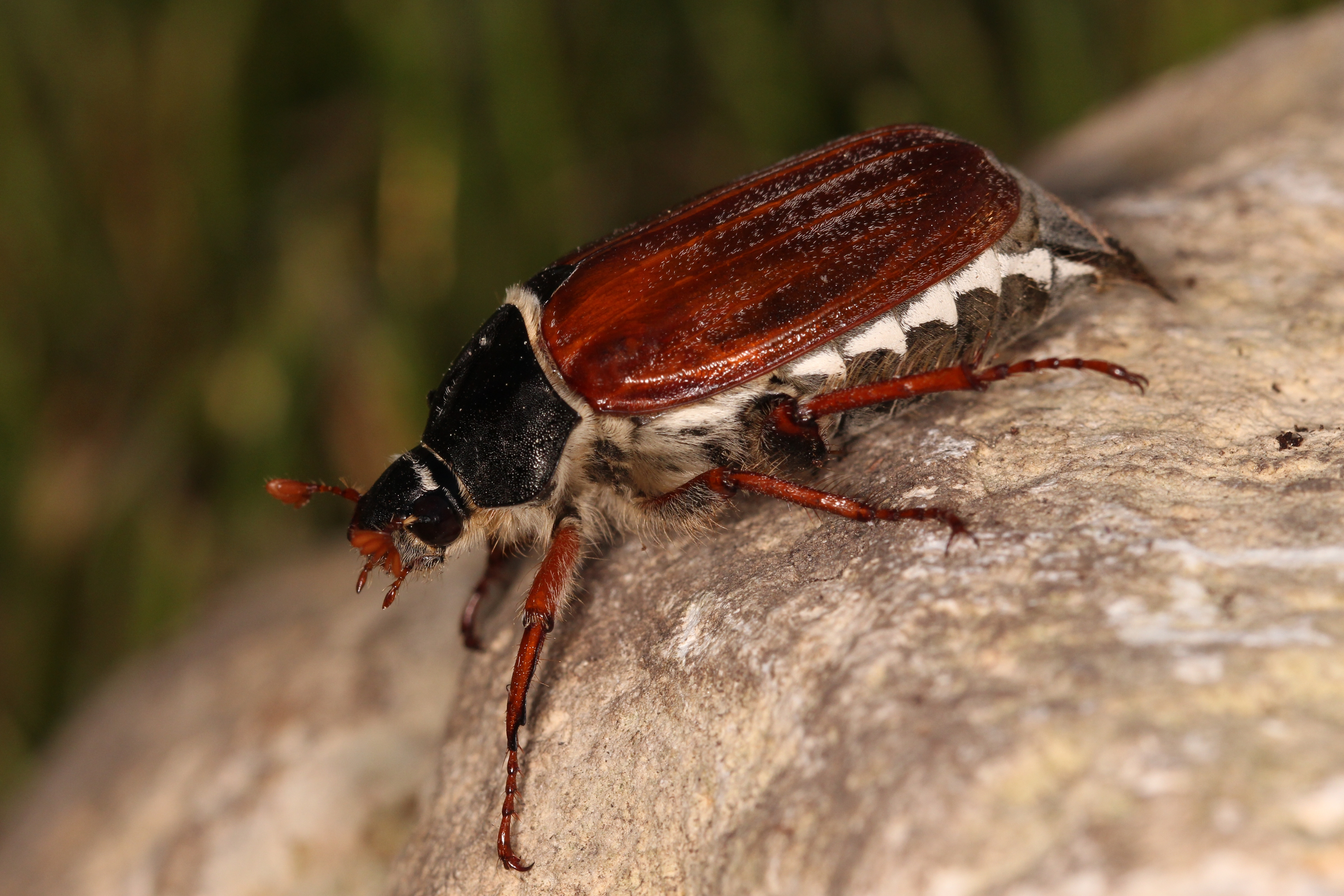
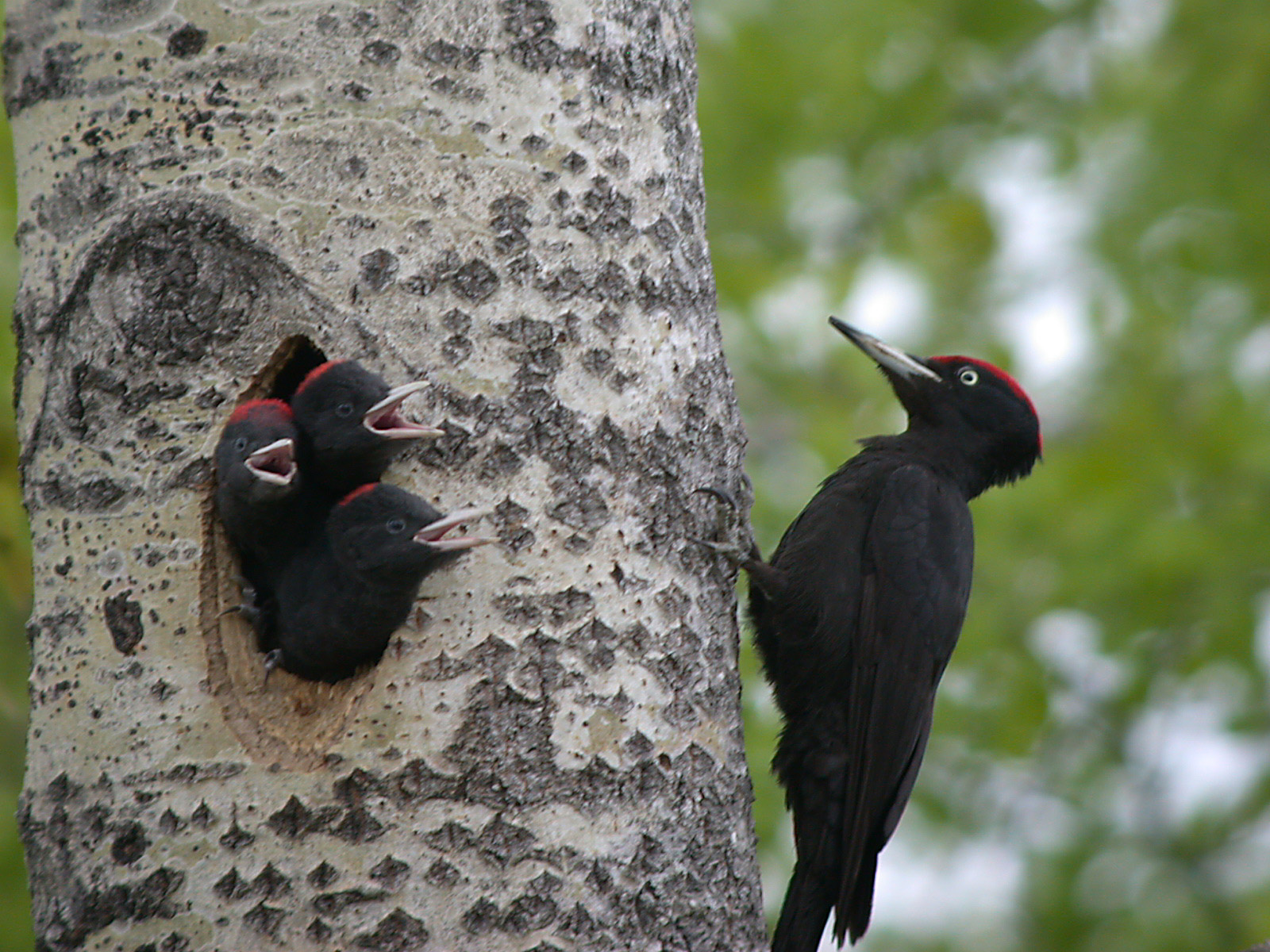
Dryocopus martius
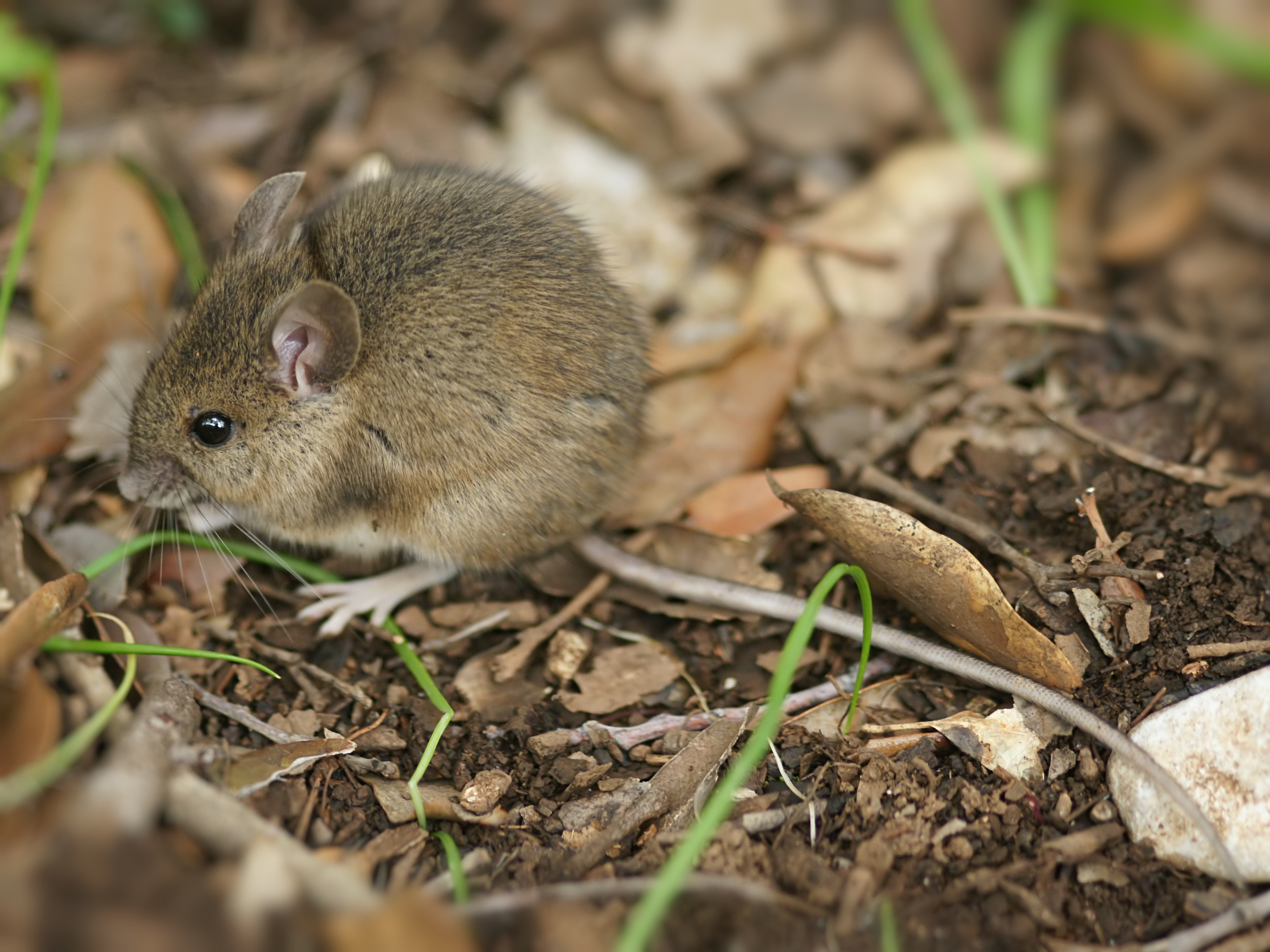
Apodemus sylvaticus

Численні річки та поточки регіону населяють риби: Esox lucius, Rutilus rutilus та Abramis brama.
Раніше були широко розповсюджені мігруючі риби, такі як Salmo salar, Salmo trutta, Acipenser sturio, Alosa alosa або Anguilla anguilla, 
зараз знаходяться під загрозою зникнення через руйнування середовища існування та будівництво ГЕС,
забруднення та інвазійні хвороби.
Реінтродуковано Lutra lutra та Castor fiber. 
Серед водних безхребетних варто відзначити Planorbarius corneus та Margaritifera margaritifera, що перебуває під загрозою зникнення. 
Серед птахів, що пов’язані із заболоченими землями, річками та іншими водоймами, 
варто відзначити: Ciconia ciconia, Haliaeetus albicilla, Charadrius dubius та численні види качок, наприклад крижень.
Північне узбережжя Ваденського моря важливе для перелітних птахів.
Торф'яні болота на півночі екорегіону мають спеціалізовану фауну, що складається комах: Aeshna subarctica, Agonum ericeti, Agriades optilete,
земноводних: Rana arvalis, та птахів: Gallinago gallinago, Circus approximans, Pluvialis apricaria.
Відкриті ландшафти, такі як поля, верещатники та луки, площі яких, ймовірно, 
були розширені за рахунок антропогенного вирубування лісів за для впровадження фермерського господарства у регіоні, 
є найкращим середовищем існування таких видів, як Perdix perdix, Milvus milvus та Lepus europaeus. 
Зараз багато з цих видів перебувають під загрозою зникнення через модернізацію сільськогосподарської діяльності.

## Заповідні території
59 657 км², або 16%, екорегіону знаходиться у заповідних зонах. 
Ще 19% площі екорегіону лісисті, але поза охороною.

У Франції мережа регіональних природних парків охороняє біорізноманіття та стале землеробство. 
До регіональних природних парків належать ферми та села, а також ліси, пустощі та заболочені землі.
Регіональні природні парки: Арморика, Брен, Loops of Norman Seine, Caps and Marais d'Opale, Causses du Quercy, French Gâtinais, От-Вале-де-Шеврез, Гасконські Ланди, Loire-Anjou-Touraine, Marais Du Cotentin Et Du Bessin, Болота Пуетена, Монтань-де-Реймс, Уаза-де-Франс, Перш,
Vallée de la Scarpe et de l'Escaut avesnois та Vexin français.
Люнебурзьке пустище на півночі Німеччини, має у своєму складі вересковники, болота та діброви, а також звичайні ліси та соснові насадження.